# Màquina simple
En física, una màquina simple és un dels dispositius elementals que formen part de qualsevol màquina, i que a partir de l'aplicació d'una força i amb un desplaçament, produeixen una altra força amb un desplaçament diferent.
La llista tradicional de màquines simples és: 
- La palanca[1]
- El pla inclinat[1]
- La corriola o politja[1]
- El torn
- La falca, cuny o tascó[1]
- El cargol (enginyeria)[1]

Aquesta llista, això no obstant, no ha de considerar-se definitiva i inamovible. Alguns autors consideren la falca i el caragol com a aplicacions del pla inclinat, altres inclouen a la roda com una màquina simple, i altres més consideren al torn com una màquina composta que combina la corriola i la palanca.
Totes les màquines simples converteixen una força petita en una gran, o viceversa. Algunes converteixen també la direcció de la força. La relació entre la intensitat de la força d'entrada i la d'eixida és l'avantatge mecànic. Per exemple, l'avantatge mecànic d'una palanca és igual a la relació entre la longitud dels seus dos braços. L'avantatge mecànic d'un pla inclinat, quan la força actua en direcció paral·lela al pla, és la cosecant de l'angle d'inclinació.
Nota: Les màquines reals també són afectades per factors com la fricció i l'elasticitat. Per això, l'avantatge mecànic en una màquina real normalment difereix del seu valor teòric.
Les màquines simples ben sovint s'usen en combinació, com a components de màquines més complexes. Per exemple, en el caragol d'Arquimedes, una bomba hidràulica, el caragol és un pla inclinat helicoidal.

## Les màquines simples clàssiques
| \| Palanca: \| Torn de corró: \| Corriola: \| Pla inclinat: \| Falca: \| Cargol: \| |                |           |               |        |         |
| Palanca:                                                                            | Torn de corró: | Corriola: | Pla inclinat: | Falca: | Cargol: |

### Palanca
| Tipus de palanca: |           |           |
|                   |           |           |
| 1a Classe         | 2a Classe | 3a Classe |

- La palanca és una barra rígida amb un punt de suport, anomenat fulcre, a la qual s'aplica una força i que, girant sobre el punt de suport, venç una resistència. Es compleix la conservació de l'energia i, per tant, la força aplicada pel seu espai recorregut ha de ser igual per força de resistència pel seu espai recorregut.

### Torn de corró
- És un dispositiu mecànic generalment utilitzat per moure verticalment grans pesos. Està format per una corda de la qual es fixa un dels extrems al pes a desplaçar i l'altre extrem a un cilindre que és al seu torn fixat de tal manera que solament pot rotar entorn del seu eix principal. Actuant el cilindre amb una manovella la corda s'enrotlla sobre ell, aconseguint pujar el pes.

### Corriola
- És un aparell mecànic de tracció constituït per una roda acanalada o roldana per on passa una corda, la qual cosa permet transmetre una força en una adreça diferent a l'aplicada. A més, formant aparells o polispasts de dues o més corrioles és possible també augmentar la magnitud de la força transmesa per moure objectes pesats, a canvi de la reducció del desplaçament produït.

### Pla inclinat
- En el pla inclinat s'aplica una força per vèncer la resistència vertical del pes de l'objecte a aixecar. Donat el principi de conservació de l'energia, com més petit sigui l'angle del plànol inclinat, més pes es podrà elevar amb la mateixa força aplicada, però a canvi, la distància a recórrer serà major.

### Falca
- La falca transforma una força vertical en dues forces horitzontals de sentit contrari. L'angle del tascó determina la proporció entre les forces aplicades i la resultant, d'una manera semblada al plànol inclinat. És el cas de destrals o ganivets.

### Cargol
- El mecanisme transforma un moviment giratori aplicat a un volant o manilla, en un altre rectilini en la claveguera, mitjançant un mecanisme de cargol i rosca. La força aplicada per la longitud de la circumferència del volant ha de ser igual per força resultant per l'avanç de la claveguera. Donat el gran desenvolupament de la circumferència i el normalment petit avanç de la claveguera, la relació entre les forces és molt gran. Eines com el gat del cotxe o el llevataps deriven del funcionament del cargol.

Malgrat el caràcter tradicional de la llista anterior, no és infreqüent trobar altres llistes que incloguin algun element mecànic diferent. Per exemple, alguns autors consideren al tascó i al cargol com a aplicacions del plànol inclinat; uns altres inclouen a la roda com una màquina simple; uns altres consideren els engranatges; o també es considera l'eix amb rodes una màquina simple, encara que sigui el resultat d'ajuntar altres dues màquines simples.

## Característiques

La palanca compleix que D_{1} x F_{1} = D₂ x F₂

Una màquina simple utilitza una única força aplicada transformant-la en una força resultant, que realitza un treball desplaçant una sola càrrega (o vencent una força resistent). Si s'ometen les pèrdues per fregament, el treball realitzat per la força aplicada és igual al treball realitzat per la força resultant sobre la càrrega. La màquina pot augmentar la magnitud de la força aplicada al llarg d'una determinada distància (en transformar-la en la força resultant), però a costa d'una disminució proporcional en la distància recorreguda per la càrrega. La relació entre la força aplicada i la força resultant es denomina avantatge mecànic.
Les màquines simples poden ser considerades com els "blocs de construcció" elementals a partir dels quals es dissenyen màquines més complexes (denominades en ocasions "màquines compostes" com per exemple, el mecanisme d'una bicicleta, on s'utilitzen rodes, palanques i corrioles). L'avantatge mecànic d'una màquina composta és el producte dels avantatges mecànics de les màquines simples de les quals està composta.

## Evolució i història

### Esdeveniments clau
- Les primeres màquines eren simples rampes o plans inclinats i troncs per fer palanca i ajudar a desplaçar blocs de pedra.
- Posteriorment, la utilització de troncs col·locats sota de lloses va donar lloc a la invenció de la roda.
- El següent pas va ser la invenció de les rodes hidràuliques, les sínies, els batans, martinets, molins, etc. Aquestes màquines eren mogudes per animals o per la força de l'aigua o el vent.
- La revolució industrial amb la invenció de la màquina de vapor i la utilització del carbó com a font d'energia, va marcar un canvi molt important en la utilització i evolució de les màquines.
- Des de finals del segle xix amb el descobriment de l'electricitat i l'ús del petroli com a font d'energia, junt amb la invenció dels motors elèctrics i els motors de combustió interna ha dut a un ús massiu i imprescindible de les màquines.

### Història

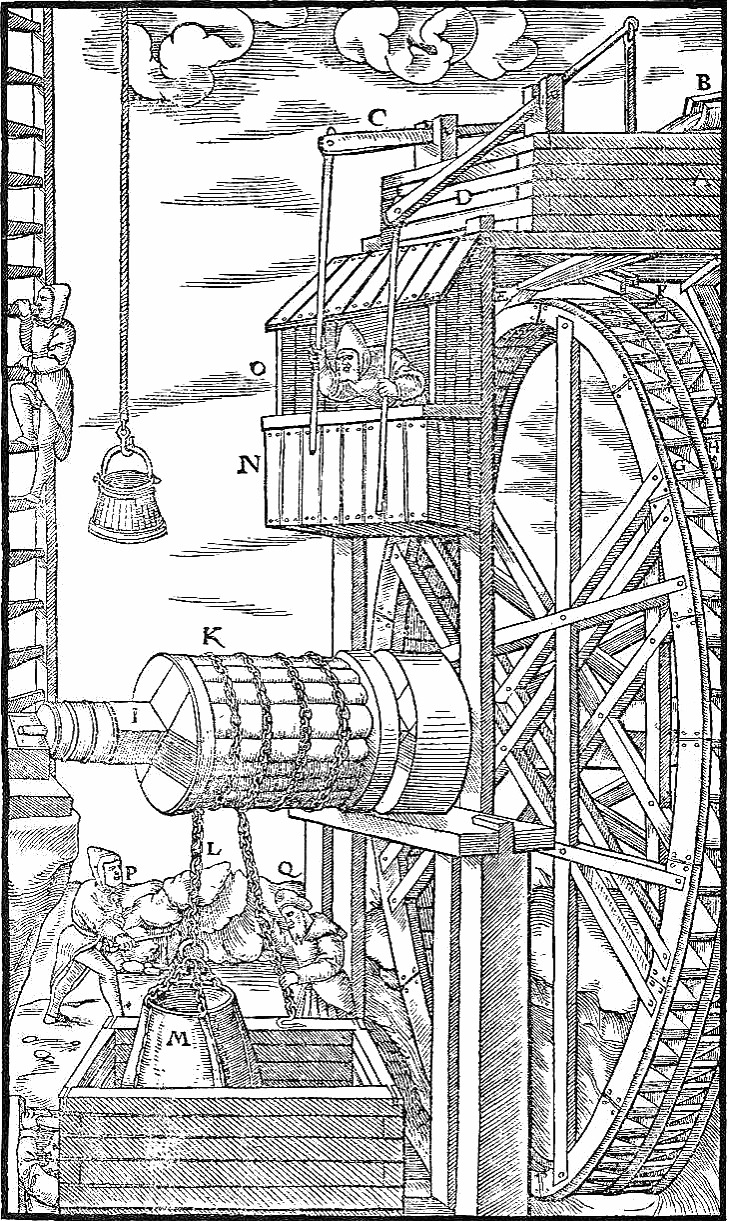
Imatge amb la descripció d'una sínia combinada amb un torn per hissar càrregues en una mina

La idea de màquina simple es va originar al voltant del segle iii aC amb el físic grec Arquimedes, que va estudiar la palanca, la corriola, i el cargol. Va descobrir el principi d'avantatge mecànic, reflectida en la famosa frase tradicionalment atribuïda a Arquimedes pel que fa a la palanca: "Dona'm un punt de suport, i mouré la Terra." (grec: "Δώσε μου ένα σημείο υποστήριξης, και θα μετακινήσω τη Γη.") amb la qual expressava la seva comprensió que no hi ha límit a la quantitat d'amplificació de la força que es podria aconseguir mitjançant l'ús de l'avantatge mecànic, concepte que va estendre a la corriola i el cargol, descrivint la seva fabricació i usos. No obstant això la comprensió dels grecs es limitava a l'estàtica de les màquines simples (l'equilibri de forces); i no incloïa la consideració d'efectes dinàmics, l'equilibri entre la força i la distància, o el concepte de treball mecànic.
Durant el Renaixement la dinàmica de les potències mecàniques, com van ser cridades les màquines simples, va començar a ser estudiada des del punt de vista del lluny que es podia hissar una càrrega, o de la força que es podia aplicar. Això va conduir finalment al nou concepte de treball mecànic. En 1586, l'enginyer flamenc Simon Stevin va deduir l'avantatge mecànic del plànol inclinat, la qual cosa va portar a incloure-ho amb les altres màquines simples. La teoria dinàmica completa de les màquines simples va ser elaborada pel científic italià Galileo Galilei en 1600 en la seva obra Le Meccaniche (Sobre la mecànica), en la qual mostrava la similitud matemàtica subjacent de les diferents màquines. Va ser el primer a comprendre que les màquines simples no creen energia, si no que solament la transformen.
Les regles clàssiques de la fricció per lliscament en les màquines van ser descobertes per Leonardo da Vinci (1452-1519), però no les va incloure en els seus quaderns. Van ser redescobertes per Guillaume Amontons (1699) i desenvolupades per Charles-Augustin de Coulomb (1785).
La mecànica moderna ha ampliat la noció sobre les màquines simples, que descrivien de forma massa succinta la gran varietat de màquines complexes que van sorgir a partir de la Revolució Industrial. Des del segle xix, diferents autors han compilat llistes ampliades de «màquines simples», sovint utilitzant termes com a màquines bàsiques, màquines compostes, o elements d'una màquina, per distingir-les de les màquines simples clàssiques anteriors. A finals de 1800, Franz Reuleaux havia identificat centenars de mecanismes elementals, que qualificava com a màquines simples. Representacions del disseny (KMODDL) d'aquests dispositius es poden trobar en els models cinemàtics de la pàgina web de la Universitat de Cornell.

(Vegeu: Enllaç al catàleg de mecanismes de Cornell)
|                                       |  |  |  |  |  |
| Màquines simples (Johann Sturm, 1676) |  |  |  |  |  |

A partir de 1970, amb la progressiva generalització de les tecnologies digitals, s'han desenvolupat nombroses eines de disseny assistit per ordinador (Autodesk Inventor, SolidWorks, Pro/ENGINEER, CATIA i Solid Edge estan entre les de major difusió) que inclouen en les seves rutines la modelització de diversos mecanismes, permetent visualitzar de forma virtual el comportament cinemàtic dels dispositius dissenyats.